# Платан мексиканский
Плата́н мексика́нский (лат. Plátanus mexicána) — вид цветковых растений из рода Платан (Platanus) семейства Платановые (Platanaceae).
Довольно часто используется для уличных посадок в городах северо-восточной Мексики. За пределами родины не известен.

## Распространение и экология
В природе ареал вида, по большей части, охватывает Мексику — штаты Сан-Луис-Потоси, Гуанахуато, Идальго, Оахака, Пуэбла, Керетаро, Веракрус и Чьяпас. Так же встречается в Гватемале.
Произрастает по долинам рек и каньонам.

## Ботаническое описание
Дерево высотой до 45 м.
Листья с тремя, реже пятью, короткими, острыми, цельными лопастями, в ширину больше, чем в длину, с округлым или широко-клиновидным основанием, плотно-кожистые, сверху глянцевитые, тёмно-зелёные, снизу серебристо- или коричневато-войлочные.
Плодовые головки диаметром около 2 см, щетинистые, сидячие, собраны по 3—4 вместе.
Семянки опушённые, с конической верхушкой и остающимся столбиком.

## Таксономия
Вид Платан мексиканский входит в род Платан (Platanus) семейства Платановые (Platanaceae) порядка Протеецветные (Proteales).
|  |                                      |  |                                                             |                                                             |                      |  | ещё одно семейство, Лотосовые (согласно Системе APG II) |  |  |                   |                         |
|  |                                      |  |                                                             |                                                             |                      |  |                                                         |  |  |                   |                         |
|  |                                      |  |                                                             | порядок Протеецветные                                       |                      |  |                                                         |  |  |                   | вид Платан мексиканский |
|  |                                      |  |                                                             | порядок Протеецветные                                       |                      |  |                                                         |  |  |                   | вид Платан мексиканский |
|  | отдел Цветковые, или Покрытосеменные |  |                                                             |                                                             | семейство Платановые |  | род Платан                                              |  |  |                   |                         |
|  | отдел Цветковые, или Покрытосеменные |  |                                                             |                                                             |                      |  | род Платан                                              |  |  |                   |                         |
|  |                                      |  | ещё 44 порядка цветковых растений (согласно Системе APG II) | ещё 44 порядка цветковых растений (согласно Системе APG II) |                      |  |                                                         |  |  | ещё более 5 видов |                         |
|  |                                      |  |                                                             | ещё 44 порядка цветковых растений (согласно Системе APG II) |                      |  |                                                         |  |  |                   |                         |